# Liste der Kopien des Braunschweiger Löwen

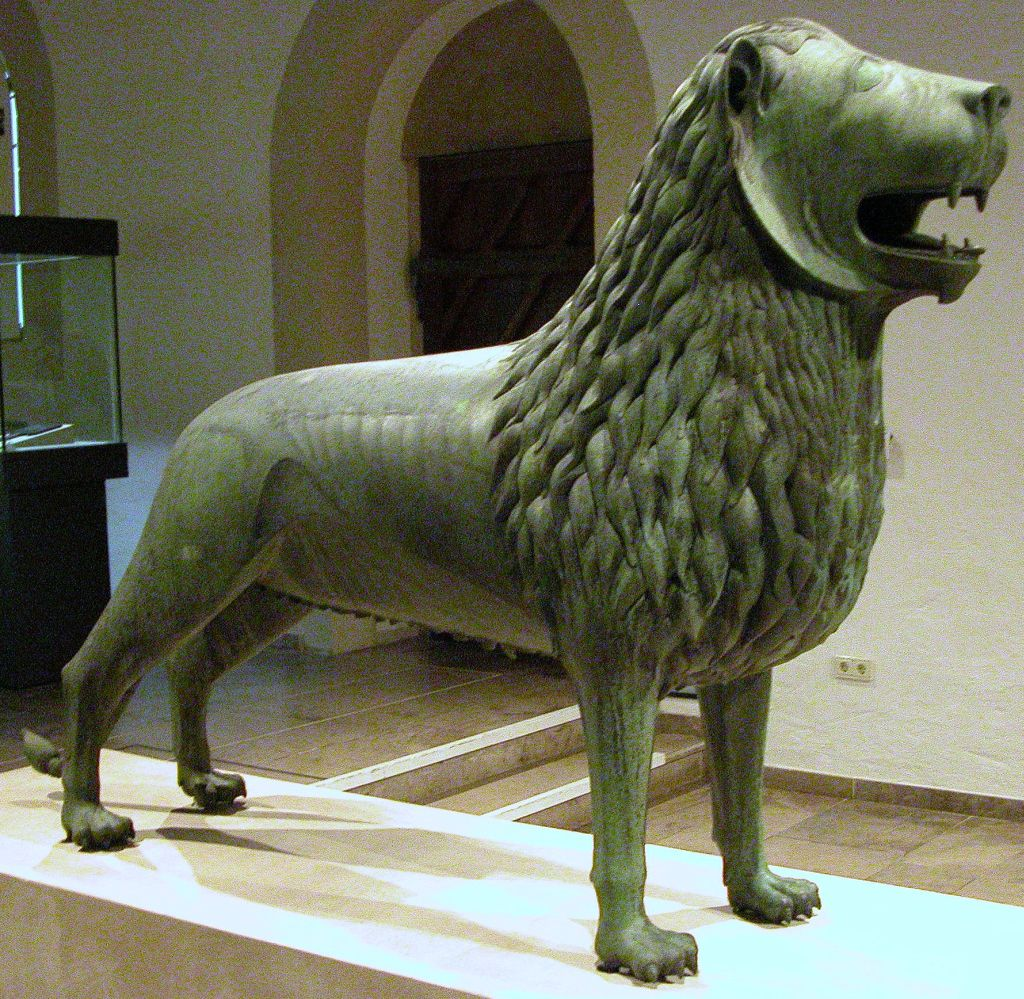
Das Original des Braunschweiger Löwen aus dem 12. Jahrhundert

In der Liste der Kopien des Braunschweiger Löwen sind alle fünfzehn 1:1-Kopien des Braunschweiger Löwen aufgeführt, von denen zwölf erhalten sind. Die erste entstand 1873 und befindet sich in London, die bisher letzte 2014, sie steht in Lübstorf.
Der Welfe Heinrich der Löwe, Herzog von Sachsen und Bayern, ließ das Standbild eines Löwen als Macht- und Herrschaftssymbol in seiner Residenzstadt Braunschweig auf dem Burgplatz, direkt vor der Burg Dankwarderode und der Nordseite des Braunschweiger Doms errichten. So erwähnten es mehrere mittelalterliche Chronisten bereits im 13. Jahrhundert.
Der originale Bronzeguss aus der zweiten Hälfte des 12. Jahrhunderts wiegt 880 kg, hat eine maximale Höhe von 1,78 m und eine Länge von 2,79 m. Die maximale Wandstärke beträgt 12 mm. Die Plastik entstand nach Peter Seiler zwischen 1163 und 1181, nach Bernd Schneidmüller zwischen 1164 und 1176. Der Gussmeister (oder eventuell die Gussmeister), der sie schuf, ist unbekannt. Mit hoher Wahrscheinlichkeit wurde das Standbild vor Ort, eventuell sogar am späteren Aufstellungsort direkt vor der Burg Dankwarderode gegossen. Seit dem späten 19. Jahrhundert wurden aus unterschiedlichen Gründen mehrere Kopien des Löwen angefertigt, die bis auf drei noch erhalten sind.
Während des Zweiten Weltkrieges stand das Original bis 1943 ungeschützt auf dem Burgplatz im Zentrum der Stadt, die zu dieser Zeit bereits mehrfach Ziel von Bombenangriffen der Royal Air Force und der United States Army Air Forces geworden war. Es ist das alleinige Verdienst des Braunschweigischen Landeskonservators Kurt Seeleke, dass der Löwe 1943 – ohne Absprache mit der vorgesetzten Dienststelle und ohne die örtliche NSDAP-Führung informiert zu haben – gegen eine Kopie von 1936 getauscht wurde. Der Original-Löwe wurde in einem Stollen des 50 km südlich der Stadt gelegenen Erzbergwerkes Rammelsberg im Harz eingemauert, wo er den Krieg unbeschadet überstand. Am 23. Oktober 1945 kehrte der Löwe in Begleitung Seelekes wieder nach Braunschweig zurück.
Seit dem 9. Juli 1980 steht eine der zwei 1936 angefertigten Kopien wieder an der Stelle des Originals auf dem Burgplatz, um letzteres vor weiteren schädlichen Umwelteinflüssen zu bewahren. Anschließend wurde das Original zwischen 1980 und 1983 aufwendig restauriert, wobei eine Vielzahl metallurgischer und chemischer Untersuchungen durchgeführt wurde, um zum einen die Entstehungsgeschichte der Plastik zu ergründen, aber auch um Materialproben zu analysieren. Das Original kann seit 1989 in der Burg Dankwarderode, die heute als Außenstelle des Herzog Anton Ulrich-Museums dient, besichtigt werden.
|      | Aufstellungsort                      | Jahr         | Anmerkung |
| ---- | ------------------------------------ | ------------ | --- |
|      | London, Victoria and Albert Museum ⊙ | 1873         | Offenbar die erste 1:1-Kopie des Braunschweiger Löwen. Das Standbild besteht aus schwarz angestrichenem Gips. Es wurde vom Braunschweiger Bildhauer und Erzgießer Georg Ferdinand Howaldt angefertigt und für 200 Taler direkt vom Victoria and Albert Museum angekauft. |
|      | Ratzeburg, Dom ⊙                     | 1881         | Erinnerung an Heinrich den Löwen, 1154 erneuter Gründer des Bistums Ratzeburg, nachdem dieses im 11. Jahrhundert von den Slawen zerstört worden war. Der Ratzeburger Dom gehört neben denen in Braunschweig, Lübeck und Schwerin zu den „Löwendomen“, das sind diejenigen, die durch Heinrich den Löwen gegründet wurden. |
|      | Goslar, Kaiserpfalz ⊙                | 1900         | Auf der Rasenfläche vor der Kaiserpfalz stehen sich an den beiden Freitreppen zwei Kopien des Braunschweiger Löwen gegenüber und blicken sich an. Davor stehend sind zudem die Reiterstandbilder Kaiser Wilhelms I. und Kaiser Barbarossas zu sehen. |
|      | Cambridge, MA, Harvard University ⊙  | 1913         | Die Kopie ist ein Geschenk des Herzogtums Braunschweig an das Germanische Museum der Universität, heute Busch-Reisinger Museum. Sie steht im Garten der Adolphus Busch Hall. Auf dem Sockel befindet sich die Aufschrift: Dem Germanischen Museum in Cambridge widmet das Herzogtum Braunschweig unter der Regentschaft des Herzogs Johann Albrecht zu Mecklenburg diese Nachbildung des vom Herzog Heinrich dem Löwen im XII. Jahrhundert auf dem Burgplatz in Braunschweig errichteten ehernen Löwen |
|      | Lübstorf, Schloss Wiligrad ⊙         | 1913/14–1945 | Wohnsitz Herzog Johann Albrechts zu Mecklenburg. Ehrengabe Herzog Ernst Augusts von Braunschweig und Lüneburg für den scheidenden Regenten des Herzogtums Braunschweig. Diese Kopie gilt seit 1945 als in den Wirren der unmittelbaren Kriegs- und Nachkriegszeit verschollen. 2014 wurde ein Nachguss am ursprünglichen Aufstellungsort errichtet. |
|      | Blankenburg, Schlossgarten ⊙         | 1915         | Das Schloss Blankenburg gehörte jahrhundertelang zum Besitz des Braunschweigischen Welfenhauses. Der Löwe (ursprünglich seit 1915 auf der Terrasse des Großen Schlosses aufgestellt) steht seit 1953 im barocken Schlossgarten vor dem Kleinen Schloss. |
|      | Lübeck, Dom ⊙                        | 1930–1942    | Auf Veranlassung des Direktors des Museums am Dom, Willibald Leo von Lütgendorff-Leinburg, arbeitete der Bildhauer Otto Mantzel aus einem künstlichen Basaltblock eine etwa ¾ der Originalgröße messende freie Kopie heraus. Folglich war diese als ein Original-Arbeitsstück anzusehen. Das Postament bestand aus Kunst-Odenwald-Sandstein. Die Enthüllung erfolgte am 9. Oktober 1930 an der Stelle im Garten des Museums, die der Herzog bei der Begründung des Domes, auf dem bewaldeten Hügel nahe der Trave, vermutlich zuerst betreten haben dürfte. Während der Feier wurde das Ehrenmal dem Direktor der Gemeinnützigen Gesellschaft, Adolf Ihde, übergeben. Der Lübecker Dom gehört neben denen in Braunschweig, Ratzeburg und Schwerin zu den „Löwendomen“, das sind diejenigen, die durch Heinrich den Löwen gegründet wurden. Das Denkmal wurde im Zweiten Weltkrieg zerstört. 1975 wurde auf der anderen Seite des Domes eine neue Kopie errichtet. |
|      | Braunschweig, Burgplatz ⊙            | 1936         | Diese Kopie wurde auf Bestellung des Braunschweigischen Staatsministeriums von einem dafür neu angefertigten 1:1-Gipsmodell der Berliner Gießerei Hermann Noack angefertigt. Diese Kopie ersetzt seit 1980 das Original aus dem 12. Jahrhundert, das wegen der zunehmenden Luftverschmutzung nach dreijähriger Restaurierung seit 1989 in der Burg Dankwarderode ausgestellt ist. |
|      | Braunschweig, Landesmuseum ⊙         | 1936         | Eine weitere Kopie in Braunschweig. Sie stand bis ca. 2015 im Atrium des Landesmuseums. |
| Foto | Carinhall ⊙                          | 1937–1948    | Geschenk für den NSDAP-Politiker und späteren Leiter der gerade nahe Braunschweig gegründeten Reichswerke Hermann Göring, Hermann Göring zu dessen 44. Geburtstag von Dietrich Klagges, NSDAP-Ministerpräsident des Freistaates Braunschweig. Göring ließ das Standbild in Carinhall, seiner Privatresidenz in der Schorfheide, aufstellen. Der Löwe überstand den Zweiten Weltkrieg unversehrt, wurde aber 1948 eingeschmolzen. |
|      | Lübeck, Dom ⊙                        | 1975         | Unweit der heutigen Stelle wurde 1930 auf der anderen Seite des Domes eine erste Kopie errichtet, die im Zweiten Weltkrieg zerstört wurde. Die 2. Kopie von 1975 wurde von der Elfriede-Dräger-Gedächtnis-Stiftung gestiftet. |
|      | Schwerin, Dom ⊙                      | 1995         | Die Kopie wurde anlässlich der 1000-Jahr-Feier Mecklenburgs auf der Westseite des Domes aufgestellt. Der Schweriner Dom gehört neben denen in Braunschweig, Lübeck und Ratzeburg zu den „Löwendomen“, das sind die Dome, die durch Heinrich den Löwen gegründet wurden. |
|      | Weingarten, Abtei ⊙                  | 1999         | Der Löwe steht in einem Innenhof der Klosteranlage und soll daran erinnern, dass die Ortschaft Altdorf vom 9. bis 11. Jahrhundert Stammsitz der Welfen war. Das Denkmal wurde vom Zweckverband Oberschwäbische Elektrizitätswerke gestiftet. |
|      | Lübstorf, Schloss Wiligrad ⊙         | 2014         | Ehemaliger Wohnsitz Herzog Johann Albrechts zu Mecklenburg. Eine 1. Kopie des Löwen von 1913/14 war eine Ehrengabe Herzog Ernst Augusts von Braunschweig und Lüneburg für den scheidenden Regenten des Herzogtums Braunschweig. Nachdem diese ca. 1945 in den Wirren der unmittelbaren Kriegs- und Nachkriegszeit verloren ging, wurde 2014 ein Nachguss am ursprünglichen Aufstellungsort errichtet. |